# Ferrari 642
Ferrari 642 — гоночный автомобиль с открытыми колёсами команды Scuderia Ferrari, выступавший в Чемпионате мира Формулы-1 сезона 1991 года.

## История
Ferrari 642 был сконструирован Стивом Николзом и Жан-Клодом Мижо и стал развитием шасси модели 641, которое боролось за победу в чемпионате 1990 года.

Ferrari начала сезон-1991 с большими надеждами на победу в чемпионате. Жан Алези подписал контракт со Скудерией, когда Мэнселл вернулся в команду Williams. Лучшим результатом 642-й стало второе место, добытое Аленом Простом в Гран-при США, проводившемся на городской трассе в Финиксе. Ferrari 642 заменили моделью 643 на Гран-при Франции.

## Результаты в чемпионате мира Формулы-1
| Год  | Шасси | Двигатель            | Шины | Пилоты | 1   | 2   | 3    | 4   | 5    | 6    | 7   | 8   | 9   | 10  | 11  | 12  | 13  | 14  | 15  | 16  | Место | Очки |
| ---- | ----- | -------------------- | ---- | ------ | --- | --- | ---- | --- | ---- | ---- | --- | --- | --- | --- | --- | --- | --- | --- | --- | --- | ----- | ---- |
| 1991 | 642   | Ferrari 037 3,5, V12 | G    |        | США | БРА | САН  | МОН | КАН  | МЕК  | ФРА | ВЕЛ | ГЕР | ВЕН | БЕЛ | ИТА | ПОР | ИСП | ЯПО | АВС | 3     | 55,5 |
| 1991 | 642   | Ferrari 037 3,5, V12 | G    | Прост  | 2   | 4   | НС   | 5   | Сход | Сход |     |     |     |     |     |     |     |     |     |     | 3     | 55,5 |
| 1991 | 642   | Ferrari 037 3,5, V12 | G    | Алези  | 12  | 6   | Сход | 3   | Сход | Сход |     |     |     |     |     |     |     |     |     |     | 3     | 55,5 |

| Легенда к таблице |                                                                    |
| --- | ------------------------------------------------------------------ |
| В таблице перечислены результаты всех Гран-при Формулы-1, в которых использовался автомобиль. Строками таблицы являются сезоны, столбцами — этапы чемпионата мира. В каждой клетке указаны сокращённое название этапа и результат, дополнительно обозначенный цветом. Расшифровка обозначений и цветов представлена в нижеследующей таблице. |                                                                    |
| \| Пример \| Описание \| \| ------------ \| ------------------------------------------------------------------ \| \| 1 \| Победитель \| \| 2 \| Второе место \| \| 3 \| Третье место \| \| 5 \| Финишировал, заработав очки \| \| Сход \| Не финишировал, но при этом заработал очки \| \| 12 \| Финишировал, не получив очков \| \| НКЛ \| Финишировал, но не попал в финальную классификацию \| \| 15 \| Участвовал вне зачёта, либо по отдельной классификации \| \| 18 \| Не финишировал, но попал в финальную классификацию \| \| Сход \| Не финишировал \| \| НКВ \| Не прошёл квалификацию \| \| НПКВ \| Не прошёл предквалификацию \| \| ДСК \| Дисквалифицирован \| \| ИСК \| Исключён из протокола соревнований \| \| ТТ \| Заявлен для участия только в тренировках \| \| НС \| Участвовал в квалификации, но не стартовал в гонке \| \| Т \| Травмирован или болен \| \| ОТК \| Отказ от участия \| \| НТР \| Прибыл на соревнования, но на трассу не выезжал \| \| НПР \| Был заявлен в числе участников, но не прибыл к началу соревнований \| \| О \| Соревнования отменены \| \| \| Не участвовал \| \| Поул-позиция \| \| \| Быстрый круг \| \| |                                                                    |
| Пример | Описание                                                           |
| 1 | Победитель                                                         |
| 2 | Второе место                                                       |
| 3 | Третье место                                                       |
| 5 | Финишировал, заработав очки                                        |
| Сход | Не финишировал, но при этом заработал очки                         |
| 12 | Финишировал, не получив очков                                      |
| НКЛ | Финишировал, но не попал в финальную классификацию                 |
| 15 | Участвовал вне зачёта, либо по отдельной классификации             |
| 18 | Не финишировал, но попал в финальную классификацию                 |
| Сход | Не финишировал                                                     |
| НКВ | Не прошёл квалификацию                                             |
| НПКВ | Не прошёл предквалификацию                                         |
| ДСК | Дисквалифицирован                                                  |
| ИСК | Исключён из протокола соревнований                                 |
| ТТ | Заявлен для участия только в тренировках                           |
| НС | Участвовал в квалификации, но не стартовал в гонке                 |
| Т | Травмирован или болен                                              |
| ОТК | Отказ от участия                                                   |
| НТР | Прибыл на соревнования, но на трассу не выезжал                    |
| НПР | Был заявлен в числе участников, но не прибыл к началу соревнований |
| О | Соревнования отменены                                              |
| | Не участвовал                                                      |
| Поул-позиция |                                                                    |
| Быстрый круг |                                                                    |